# Lakurawa
Lakurawa é um grupo armado que opera no Mali, Níger e principalmente na Nigéria. Suas atividades concentram-se em cinco áreas de governo local na Nigéria do estado de Sokoto, a saber: Tangaza, Gudu, Illela, Binji e Silame. Inicialmente fundado como um grupo de autodefesa para combater criminosos no conflito bandoleiro na Nigéria, o grupo se tornou cada vez mais radical, opressor e contrário às agências estatais regulares. Lakurawa foi descrito como um grupo "terrorista" em 2024.
Lakurawa afirma proteger a população contra bandidos, mas impõe leis religiosas rígidas, e jovens têm sido espancados por fazer a barba, ter penteados ou ouvir música. Eles impõem o pagamento do zakat, confiscando gado de quem não cumpre. Semelhante ao Boko Haram, se comunicam em azbinanci, zabarmanci, barbanci e hausa. Lakurawa recruta jovens com ₦ 1.000.000.
O nome "Lakurawa" vem de uma adaptação hausa da palavra francesa les recrues, que significa "os recrutas".
Ameer Habib Tajje é o líder de Lakurawa. Ele ganhou as manchetes ao emitir um aviso ao notório líder de bandidos Bello Turji, instando-o a abandonar suas atividades criminosas.